# Poboj družine Mavsar
Poboj družine Mavsar iz vasi Praproče pri Šentrupertu na Dolenjskem predstavlja enega najbolj znanih vojnih zločinov slovenskih partizanov nad slovenskim civilnim prebivalstvom za časa 2. svetovne vojne. Do poboja sedmih članov družine, v katerem so umrli tudi trije mladoletni otroci, je prišlo v noči med 26. in 27. decembrom 1942, na gradu Dob pri Šentrupertu.

## Ozadje
Mavsarjeva družina je bila ugledna, tradicionalno verna slovenska kmečka družina z desetimi otroki. Oče Jožef Mavsar, kmečki gospodar, je bil leta 1935 kot kandidat predvojne Slovenske ljudske stranke izvoljen za župana občine Šentrupert. Zaradi svojih gospodarskih sposobnosti je bil kot župan med občani splošno priljubljen. Poleg županovanja je skupaj z ženo kmetico Terezijo Bukovec Mavsar skrbel za svojo kmetijo in preživljanje številne družine.
Ko je leta 1941 Dolenjsko okupirala vojska fašistične Italije, je Jožef Mavsar kot katoliški narodnjak zavračal kolaboracijo; predvsem novim oblastem ni želel ovajati sovaščanov. Italijanska soldateska je zato Mavsarjevim požgala zidanico, sina Pavleta pa že poleti 1942 skupaj z mnogimi drugimi za boj sposobnimi vaščani Šentruperta (večinoma protikomunisti) internirala v taborišče na otok Rab.

### Stiki z OF
Na Jožefa Mavsarja, kot na enega najuglednejših občanov Šentruperta, se je že jeseni 1941 obrnila OF z zahtevo za moralno in materialno podporo. Stik z Jožefom je navezal lokalni občinski tajnik, predvojni komunistični agitator. Mavsar je vedel, da za Osvobodilno Fronto stoji komunistična partija in da je gibanje do takrat že izvedlo nekaj nepojasnjenih umorov uglednih slovenskih civilistov. Kot katoličan in pripadnik ene od demokratičnih predvojnih strank je zato odločno zavračal nadaljnje stike z OF.

### Smrtna obsodba in napadi na družino
Junija 1942 so lokalni terenci OF izvedli "sodni zbor", na katerem so na smrt obsodili 3 najuglednejše in najvplivnejše slovenske može v Šentrupertu, katere so dojemali kot največjo oviro komunistični revoluciji: župnika Franca Nahtigala, kaplana Franca Cvara in Jožefa Mavsarja. 16. junija 1942 so partizani odvedli Nahtigala in Cvara in ju 18.junija, skupaj s kmečkim posestnikom Alojzijem Jakošom, na grozovit način umorili. Mavsar je vedel, da ga je OF obsodila na smrt. Ni želel ogrožati svoje družine, zato se je začasno umaknil v Trebnje, medtem ko je žena z otroki ostala na domačiji. Partizani so nezaščiteno Mavsarjevo domačijo nato večkrat napadli in popolnoma izropali, pri čemer so vsem članom družine grozili s smrtjo.

## Napad na Dvorec Dob in poboj
Na prigovarjanje prijateljev in sovaščanov se je Mavsar jeseni 1942 pred partizansko grožnjo smrti zatekel v grad Dob, kjer mu je družina grofice Stelle Barbo in grofa Logotettija kot županu omogočila zasilno stanovanje, v gradu pa se je nastanila tudi manjša posadka italijanske vojske. Zaradi nenehnih partizanskih nočnih obiskov, groženj in ropanj, se je k očetu na grad kmalu priselila tudi vsa družina. Ponoči so prespali na gradu, podnevi pa obdelovali zemljo na domačiji.

### 26. december 1942: Partizanski napad na grad Dob
Da bi zajeli in umorili Mavsarja, so partizani 26. decembra 1942 izvedli napad na grad Dob. Napad je bil predhodno koordiniran s poveljnikom italijanske posadke v Mokronogu, ki je partizanskemu politkomisarju Dolencu na tajnem sestanku 8. decembra zajamčil, da se mokronoška posadka ne bo vmešavala. December 1942 je bil čas, ko se je italijanska vojaška moč že krhala, zato so lokalni poveljniki na podeželju Ljubljanske pokrajine mimo svojih nadrejenih pogosto sklepali posamična premirja s partizani in se dogovarjali o medsebojnem izogibanju in nenapadanju. Tako je večja skupina partizanov 26. decembra, ko je bila ob praznovanju Božiča na gradu Dob zbrana vsa Mavsarjeva družina, razen interniranega Pavleta, Franca in Dolfija, skoraj neovirano pridrla v grad, pobila majhno italijansko obrambno posadko in vso grofovo družino, grad pa zažgala. Mavsarjevim se je uspelo začasno rešiti v pritlično shrambo, kjer so dočakali jutro 27. decembra.

### 27. december 1942: Umor članov Mavsarjeve družine
Ko so Mavsarjevi ugotovili, da v goreči stavbi ne bodo mogli dočakati pomoči, so poskakali skozi okna. Pred partizani, ki so zunaj prežali nanje, je uspelo pobegniti edino 12-letnemu Vilku in starejšemu bratu Jožetu. Vse ostale so partizani zajeli. Zajeti so bili: oče Jožef Mavsar, mati Terezija Bukovec Mavsar, 20-letni Darko Mavsar (sicer nekdanji balkanski prvak v metu kopja), 19-letni Ciril Mavsar (sicer mehanik), 17-letna Marija Mavsar, 14-letni Peter Mavsar in 9-letni Stanko Mavsar.
Partizani so sedem zajetih Mavsarjev zaprli v grajski hlev in jih cel dan mučili. Takoj, ko se je v okolici razvedelo, da so partizani zažgali grad in zajeli sedem članov družine, je prišel na grad oče Terezije Bukovec Mavsar in prosil partizanskega poveljnika za njihovo življenje. Partizanski poveljnik mu je odvrnil, da bodo Mavsarjevi zaslišani, nato pa izpuščeni. Očetu Terezije Bukovec Mavsar je bilo tudi dovoljeno, da je obiskal ujetnike in se pogovoril z njimi. Iz tega se sklepa, da so vsi Mavsarjevi preživeli požig gradu in so jih partizani načrtno umorili kasneje.
28. decembra so partizani zapustili grad. Domačini, ki jim prej ni bilo dovoljeno blizu, so začeli med požganimi ruševinami iskati posmrtne ostanke umorjenih. V prostoru, ki ga je požar pustil nedotaknjenega, so odkrili visoko grmado, ki je komaj dogorevala. Na njej je bilo 7 zažganih in izmaličenih trupel. Zdravniška komisija, ki je kasneje pregledala kraj zločina, je rekonstruirala potek dogodkov: očeta Jožefa so partizani najprej zaklali z nožem in ga vrgli na pripravljeno grmado, ostalih šest članov družine pa so pometali na ogenj še živih. Na to je komisija sklepala po drži trupla 9-letnega Stanka Mavsarja, katerega roke so se oklepale za vrat, kar je značilna gesta človeka, ki se duši v ognju in dimu.
Posmrtne ostanke umorjenih sedmih članov Mavsarjeve družine so v skupni krsti pokopali na pokopališču v Mokronogu, ker so partizani grozili, da bodo streljali na pogrebce, če bi se pogreb odvil v domačem Šentrupertu.

## 23. marec 1943: Umor Vilka
Požig gradu Dob sta preživela Jože in Vilko Mavsar. Starejši brat Jože, bogoslovec, je Vilka po decembrskih dogodkih odpeljal s sabo v Ljubljano. Po nekaj mesecih so prišle od sorodnikov z dežele vesti, da je Šentrupert ponovno varen pred partizanskimi terenci in da se lahko Vilko vrne domov, kjer bodo poskrbeli zanj. Jože je z mešanimi občutki privolil, predvsem zato, ker se Vilko nikakor ni dobro počutil v Ljubljani in je sam želel nazaj na deželo. 23. marca 1943, nekaj dni po njegovem povratku v Šentrupert, sta Vilka Mavsarja malo izven vasi opazila dva partizanska terenca in ga iz zasede ustrelila. Vilko je poskušal pobegniti, vendar sta terenca 12-letnega otroka takoj pokončala s ponovnim strelom.

## Kasnejše dogajanje

### Dolfi Mavsar
Dolfi Mavsar je bil poleg Franca in Pavleta en od treh otrok Mavsarjeve družine, ki 26. decembra 1942 niso bili v Šentrupertu. Smrt staršev, sestre in bratov ga je izredno potrla. Priključil se je protikomunističnim vaškim stražarjem. Padel je v boju s partizani, 2. maja 1943, kot branilec rodnega Šentruperta:
"Drugi Mavsarjev sin Dolfi je bil vaški stražar v Klečah. Konec aprila 1943 je za nekaj dni prišel domov. Partizani so ves čas vohunili za njim in ga zasledovali. 2. maja 1943 je nekdanji sošolec in rojak Milan Tominc prežal nanj iz cerkvenega zvonika. Dolfi se je z nekaterimi stražarji skrival v bunkerju na trgu pred cerkvijo, kjer so imeli domobranci svojo postojanko. Ko ga je Tominc poklical po imenu, je Dolfi pogledal skozi lino in Tominc ga je ustrelil naravnost v oko.«
Tako mi je povedala o smrti kar sedmih Mavsarjevih otrok gospa Malči Kostevc, čeprav je poboj te družine zaradi nezaslišane krutosti splošno znan in verjetno edinstven primer krvoločnosti slovenskih boljševikov.

### Pavle Mavsar
Pavleta Mavsarja so, skupaj z mnogimi drugimi fanti in možmi iz Šentruperta, Italijani že poleti 1942 internirali v taborišče na otoku Rab. Decembra 1942 je bil še vedno v internaciji in tako ni imel nobenih novic o poboju svoje družine. Brat Jože Mavsar je januarja 1943 v Ljubljani izsilil sestanek pri italijanskem generalu Gambarri, kjer je navedel okoliščine decembrskega poboja in neslavno vlogo italijanskih sil pri njem, hkrati pa zahteval takojšnjo Pavletovo izpustitev iz internacije. Pavleta, močno shiranega in bolnega, so nato Italijani čez nekaj mesecev dejansko izpustili. Novico o smrti preostalih članov družine mu je Jože lahko posredoval le postopoma, saj so to zdravniki zaradi njegovega šibkega zdravja odsvetovali. Pavle se je kmalu po izpustitvi iz internacije želel pridružiti Slovenskim domobrancem, vendar ga zaradi oslabelosti niso sprejeli. Šele nekaj mesecev pred koncem 2. svetovne vojne je vstopil v njihove vrste. V sestavu domobranske vojske je odšel maja 1945 v Vetrinj na Koroško, bil repatriiran in nato s strani partizanov umorjen na enem od povojnih morišč.

### Jože Mavsar
En od obeh preživelih bratov Mavsar, prelat Jože Mavsar, je 4. julija 1993, po več letih izgnanstva, prvič obiskal rodni Šentrupert. V domači župnijski cerkvi je javno izpovedal, da je morilcem svoje družine odpustil. Zasebno se je tudi srečal z enim od morilcev in mu "ponudil roko sprave". Enako spravno in odpuščajočo misel je Jože Mavsar izrazil že v svojem pričevanju, ki ga je leta 1949 - komaj 7 let po tragičnih dogodkih decembra 1942 - objavila založba Slovenska Beseda v Buenos Airesu:
Ne kličem maščevanja na glave morilcev, ki so nam uničili družinsko srečo. Moja beseda naj oznanja ljubezen, ne sovraštvo. Blagoslovljena tista ura, ki bo osvetlila temo v dušah morilcev, da bodo presunjeni onemeli pod težo svoje krivde. Blagoslovljena ura, ki jim bo iz labirinta zmot pokazala pot k večni Luči in Resnici! To bo najsrečnejša ura mojega življenja.